# Echipa națională de fotbal a Sri Lankăi
Echipa națională de fotbal a Sri Lankăi este naționala de fotbal a Sri Lankăi și este coordonată de Federația de Fotbal din Sri Lanka. Sri Lanka a fost cunsocută ca Ceylon până în 1972, când Ceylon a fost redenumită Sri Lanka.

## Campionatul Mondial
| Campionatul Mondial de Fotbal | Campionatul Mondial de Fotbal | Campionatul Mondial de Fotbal | Campionatul Mondial de Fotbal | Campionatul Mondial de Fotbal | Campionatul Mondial de Fotbal | Campionatul Mondial de Fotbal | Campionatul Mondial de Fotbal | Campionatul Mondial de Fotbal |
| Anul                          | Runda                         | Poziția                       | MJ                            | V                             | E*                            | Î                             | GM                            | GP                            |
| ----------------------------- | ----------------------------- | ----------------------------- | ----------------------------- | ----------------------------- | ----------------------------- | ----------------------------- | ----------------------------- | ----------------------------- |
| 1930 până la 1970             | Nu a participat               | -                             | -                             | -                             | -                             | -                             | -                             | -                             |
| 1974                          | S-a retras                    | -                             | -                             | -                             | -                             | -                             | -                             | -                             |
| 1978                          | S-a retras                    | -                             | -                             | -                             | -                             | -                             | -                             | -                             |
| 1982 până la 1990             | Nu a participat               | -                             | -                             | -                             | -                             | -                             | -                             | -                             |
| 1994 până la 2010             | Nu s-a calificat              | -                             | -                             | -                             | -                             | -                             | -                             | -                             |
| Total                         | 0/19                          | 0 Titluri                     | -                             | -                             | -                             | -                             | -                             | -                             |

| Cupa Asiei AFC    | Cupa Asiei AFC   | Cupa Asiei AFC | Cupa Asiei AFC | Cupa Asiei AFC | Cupa Asiei AFC | Cupa Asiei AFC | Cupa Asiei AFC | Cupa Asiei AFC |
| Anul              | Runda            | Poziția        | MJ             | V              | E*             | Î              | GM             | GP             |
| ----------------- | ---------------- | -------------- | -------------- | -------------- | -------------- | -------------- | -------------- | -------------- |
| 1956 până la 1968 | Nu a participat  | -              | -              | -              | -              | -              | -              | -              |
| 1972              | Did not qualify  | -              | -              | -              | -              | -              | -              | -              |
| 1976 până la 1984 | Nu s-a calificat | -              | -              | -              | -              | -              | -              | -              |
| 1988 până la 1992 | Nu a participat  | -              | -              | -              | -              | -              | -              | -              |
| 1996 până la 2004 | Nu s-a calificat | -              | -              | -              | -              | -              | -              | -              |
| 2007              | S-a retras       | -              | -              | -              | -              | -              | -              | -              |
| 2011              | Nu s-a calificat | -              | -              | -              | -              | -              | -              | -              |
| Total             | 0/14             | 0 Titluri      | -              | -              | -              | -              | -              | -              |

| AFC Challenge Cup Record | AFC Challenge Cup Record | AFC Challenge Cup Record | AFC Challenge Cup Record | AFC Challenge Cup Record | AFC Challenge Cup Record | AFC Challenge Cup Record | AFC Challenge Cup Record | AFC Challenge Cup Record |
| Anul                     | Runda                    | Poziția                  | MJ                       | V                        | E*                       | Î                        | GM                       | GP                       |
| ------------------------ | ------------------------ | ------------------------ | ------------------------ | ------------------------ | ------------------------ | ------------------------ | ------------------------ | ------------------------ |
| 2006                     | Locul doi                | 2                        | 6                        | 4                        | 1                        | 1                        | 7                        | 6                        |
| 2008                     | Runda 1                  | 7                        | 3                        | 0                        | 0                        | 3                        | 1                        | 9                        |
| 2010                     | Runda 1                  | 6                        | 3                        | 1                        | 0                        | 2                        | 4                        | 7                        |
| Total                    | 3/3                      | 0 Titluri                | 12                       | 5                        | 1                        | 6                        | 12                       | 22                       |